# Wildes Mannle
Wildes Mannle – szczyt w Alpach Ötztalskich, części Centralnych Alp Wschodnich. Leży w Austrii w kraju związkowym Tyrol.
Szczyt można zdobyć drogą ze schroniska Breslauer Hütte (2844 m).